# Rensselaer (Indiana)
Rensselaer é uma cidade localizada no estado americano de Indiana, no Condado de Jasper.

## Demografia
Segundo o censo americano de 2000, a sua população era de 5294 habitantes.
Em 2006, foi estimada uma população de 6259, um aumento de 965 (18.2%).

## Geografia
De acordo com o United States Census Bureau tem uma área de
7,7 km², dos quais 7,5 km² cobertos por terra e 0,2 km² cobertos por água. Rensselaer localiza-se a aproximadamente 212 m acima do nível do mar.

## Localidades na vizinhança
O diagrama seguinte representa as localidades num raio de 24 km ao redor de Rensselaer.